# Jevgenij Baratynskij

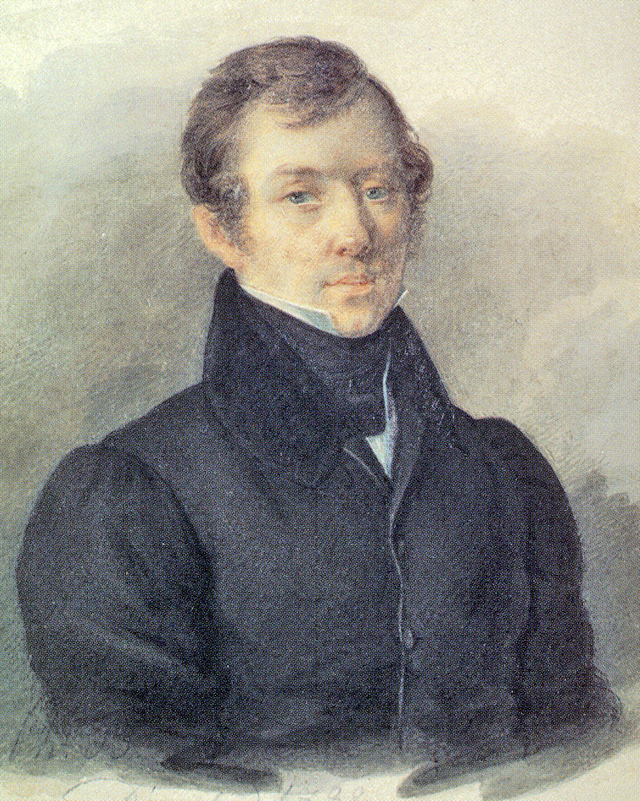
Jevgenij Baratynskij

Jevgenij Abramovitj Baratynskij (ryska: Евге́ний Абра́мович Бараты́нский), född 2 mars (n.s.) 1800 i Mara, Tambov, död 11 juli 1844 i Neapel, var en rysk författare.
Baratynskij inträdde 1812 i pagekåren i Sankt Petersburg men reglerades därifrån 1816 på grund av en disciplinär förseelse. 1818 tog han tjänst som menig soldat och vistades som sådan 1820–24 i Finland. Här började han dikta, och skapade förutom en rad lyriska dikter versberättelsen Eda, en känslosam kärlekshistoria med vackra naturskildringar som bakgrund. Baratynskij skattades högt av samtiden, särskilt av sin vän Aleksandr Pusjkin och Anton Delvig. Han mest berömda dikt är Vid Goethes död (1832). Baratynskij blev 1825 officer, lämnade därefter armén som privatman i Moskva och på sina gods. Han avled av slag under en vistelse i Neapel.